# Han Pijesak
Han Pijesak (serbisch-kyrillisch Хан Пијесак) ist eine Kleinstadt und Gemeinde im Osten der Republika Srpska in Bosnien und Herzegowina.

## Geographie

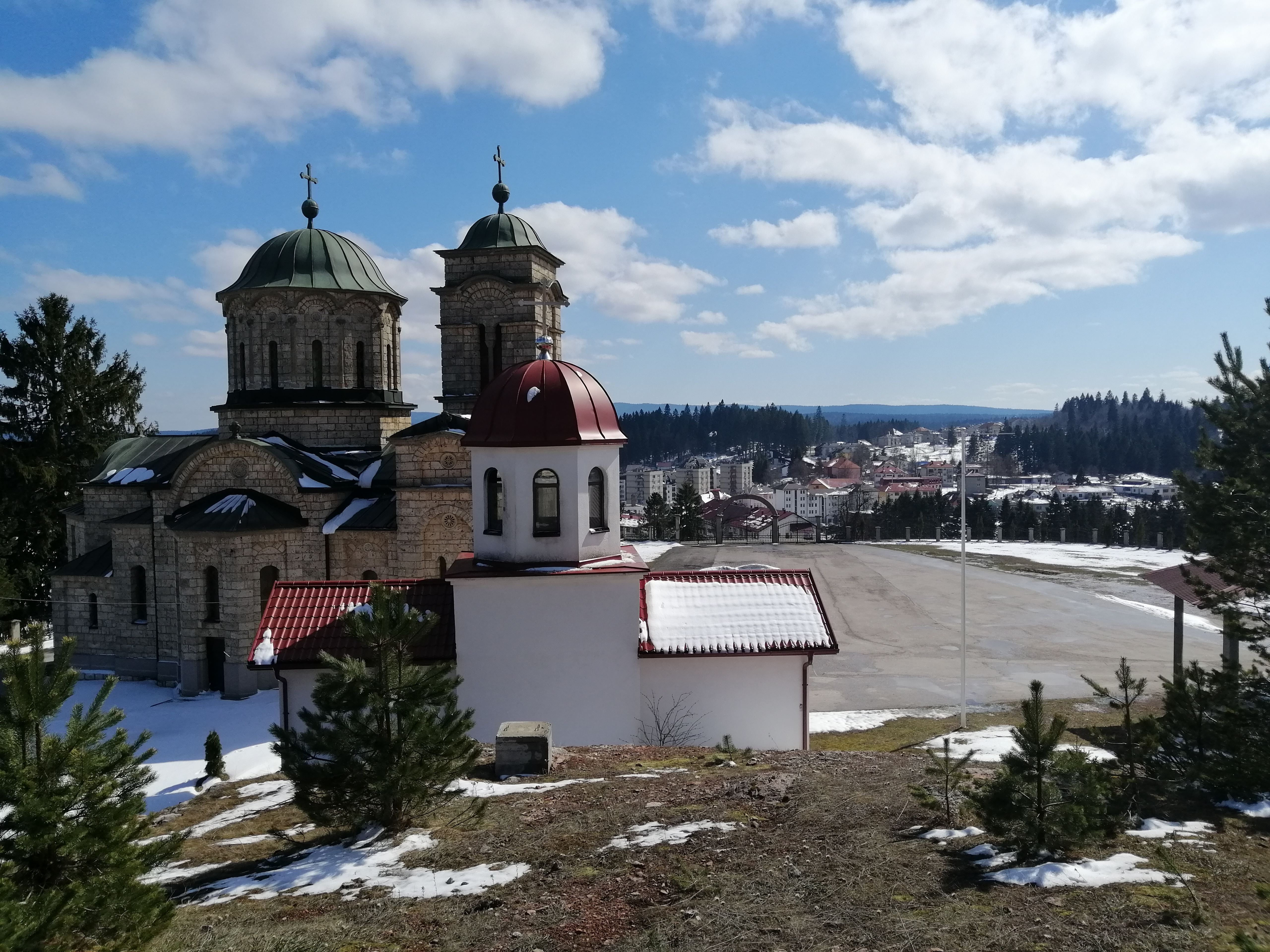
Blick über Han Pijesak mit der Serbisch-orthodoxen Kirche Hl. Pantaleon im Vordergrund

Der Ort liegt auf der Hochebene etwa 60 km nordöstlich von Sarajevo an der Straße nach Zvornik und Belgrad.
Benachbarte Gemeinden sind Milići, Olovo, Rogatica, Sokolac und Vlasenica.

## Geschichte
Han Pijesak wurde erstmals 1664 in einem Reisebericht von Evliya Çelebi erwähnt. 
Der Ort entwickelte sich aus einer Raststätte an der Handelsstraße von Sarajevo nach Zvornik, was sich im Ortsnamen erhalten hat (etwa: Gasthof Sand, was auf Untergrund und Baumaterial hinweist).
1923 im damaligen Königreich Jugoslawien wurde in der Stadt eine Serbisch-orthodoxe Kirche Hl. Zar Lazar erbaut, diese wurde 1942 während des Zweiten Weltkriegs von den Ustaša zerstört. Von 1972 bis 1979 wurde im Norden von Han Pijesak die heutige Serbisch-orthodoxe Kirche Hl. Großmärtyrer Pantaleon erbaut. 
Während des Bosnienkrieges wurde ein großer Teil der nichtserbischen Einwohner vertrieben.

## Bevölkerung
Bei der Volkszählung 1991 hatte die Gemeinde Han Pijesak 6.348 Einwohner, darunter
- Serben: 3.674 (57,87 %)
- Muslime: 2.543 (40,05 %)
- Jugoslawen: 68 (1,07 %)
- Kroaten: 7 (0,11 %)
- Andere: 56 (0,90 %)

Im Hauptort lebten 3.203 Menschen, darunter
- Serben: 2.875 (89,76 %)
- Muslime: 215 (6,71 %)
- Jugoslawen: 64 (2,00 %)
- Kroaten: 4 (0,12 %)
- Andere: 45 (1,40 %)

1971 hatte die Zahl der Einwohner in der Gemeinde noch 7.804 betragen. Damals wie heute stellten die Serben die absolute Mehrheit.
Die Gemeinde umfasst insgesamt 26 Orte: Babine Gornje, Berkovina, Brložnik, Džimrije, Gođenje, Han Pijesak, Japaga, Jelovci, Kraljevo Polje, Kram, Krivače, Kusače, Malo Polje, Mrkalji, Nerići, Nevačka, Pjenovac, Plane, Podžeplje, Potkozlovača, Ravanjsko, Rečica, Rijeke, Rubinići, Stoborani und Žeravice.

## Wirtschaft
Die wirtschaftliche Struktur der Stadt wird von Forstwirtschaft und holzverarbeitender Industrie geprägt.

## Verkehr
Han Pijesak liegt an der Magistralstraße M19, die Sarajevo über Zvornik mit Belgrad verbindet.